# وینی ماگالهاس
وینی ماگالهاس (انگلیسی: Vinny Magalhães؛ زادهٔ ۲ ژوئیهٔ ۱۹۸۴) ورزشکار هنرهای رزمی ترکیبی اهل برزیل است.